# 本間智恵
本間 智恵（ほんま ちえ、1985年12月16日 - ）は、テレビ朝日アナウンサー。

## 経歴・人物
- 東京都出身。身長166 cm[2]。
- 豊島岡女子学園高等学校卒業後、慶應義塾大学総合政策学部入学。その後環境情報学部に第二学年編入し同学部を卒業。
- 大学時代は演劇サークル（劇団EnTRoPy）、およびアカペラサークル（K.O.E.）に所属。なお、アカペラサークルの先輩に歌手のゴスペラーズ北山陽一、一青窈がいる。
- 2008年4月1日、テレビ朝日入社。
- 2008年6月16日 - 『ワイド!スクランブル』の夕刊!キャッチアップで生放送のスタジオにて初鳴き出演。
- 2008年6月19日・6月26日・7月3日 - 3週連続で日刊スポーツ「アナトークバトル」で同期入社の竹内由恵、八木麻紗子と、三人娘による対談記事が掲載された。
- 2008年7月23日、『速報!甲子園への道』関東ローカルパート（南北東京大会）にて、同期の竹内由恵・八木麻紗子と共にデビュー戦を迎えた。
- 2008年8月、全国高等学校野球選手権大会期間中のテレビ中継（朝日放送・BS朝日・SKY-A）において、アルプススタンドリポート（SUNSUNリポート）を決勝戦まで担当した。
- 2008年9月15日 - 『クイズプレゼンバラエティー Qさま!!』に竹内・八木と共にゴールデン初出演。本間は「プレッシャーデッサン」で、自信があるというデッサンの腕前を披露した[3]。また、3人で制服のコスプレ姿を披露した[3]。
- 2008年11月5日、朗読舞台「VOICE6」の記者会見にて、同期の新人3人娘の八木・竹内と女性アイドルグループに扮して「ヴィーナス・エスケープ」を歌った。なお、その新人三人娘のユニット名は『業務命令』と決まったことが、同年11月23日未明放送の特番で発表されている。
- 2009年から3年連続で『速報!甲子園への道』全国ネットパート（および関西ローカルパート）のメインキャスターを務める。
- 2016年10月、大学時代の同級生と結婚したことを発表した[4][5]。

## 現在の出演番組
- GET SPORTS - 司会（2008年10月5日 - 、2017年4月17日までは内包番組『ANN NEWS&SPORTS』のスポーツキャスターも担当）
- 激論!クロスファイア - 司会（BS朝日、2015年7月4日 - ）
- ワイド!スクランブル（2018年4月2日 - 、Nフラッシュ担当）

## 過去の主な出演番組
- 速報!甲子園への道（2008年 - 2011年）

2008年は、同期の竹内・八木と共に、関東ローカルパートのリポーターとして番組デビュー。2009年以降は、系列局の朝日放送が制作する全国ネット・関西ローカルパートのメインキャスターを担当。
- サタデースクランブル（司会、2008年10月4日 - 2009年9月26日）

初めてのレギュラー番組。同期の竹内（『ミュージックステーション』）・八木（『学べる!!ニュースショー!』）と違って、関東ローカル番組でのレギュラーデビューになった。
- 快盗!!シノビーナ（2008年11月15日 - 2009年9月26日）
- 上田ちゃんネル～24時間ぐらい生TV（CSテレ朝チャンネル、2008年11月29日 - 30日） - 番組内の1コーナーである“女子アナとスィーツちゃんネル”に同期の八木麻紗子・竹内由恵とともに出演
- 朝までたけし軍団 2009新春特大号（2009年1月1日）
- パネルクイズ アタック25女性アナウンサー大会（朝日放送、2009年1月11日） - 大木優紀とペアを組み出場。
- お宝名場面アワード2009秋（解答者、2009年10月3日 0:50 - 1:45）
- 速報!スポーツLIVE（2010年4月 - 5月）
- はい!テレビ朝日です（司会、2008年10月5日 - 2010年9月17日）
- やじうまプラス・スーパーモーニング（金曜日：ニュース速報キャスター）
  - ANNニュース（金曜日：朝のニュース。テレビ朝日など『やじうまプラス』を放送する局では同番組内で放送）
- 日曜×芸人（2012年8月19日） - 「CMソング歌謡祭」進行
- 第67回福岡国際マラソン（九州朝日放送と共同制作、2013年12月1日） - 優勝者インタビュー・リポーター
- 題名のない音楽会（2010年4月4日 - 2015年9月27日） - アシスタント
- 徹子の部屋（2015年8月26日） -「徹子の部屋展」の会場内の展示などを紹介するリポーター
- ANNニュース・あすの空もよう - 上山千穂のキャスター代行（不定期、日曜20:54）
- やすらぎの郷（2017年4月 - 9月） - 解説放送ナレーション
- サンデーLIVE!!（2020年4月5日 - 2020年9月27日、ニュース担当）
- ANNニュース（2020年4月4日 - 2021年3月27日、土5:50 - 6:00、土11:45 - 12:00。2020年9月27日までは日11:50 - 12:00も担当）

## 出演映画
- ゴーちゃん。〜モコとちんじゅうの森の仲間たち〜（2017年公開） - チベさん 役[6]
- ゴーちゃん。〜モコと氷の上の約束〜（2018年公開） - チベさん 役[7]

## 同期アナウンサー
- 竹内由恵
- 八木麻紗子